# La veritat sobre el cas Enron
La veritat sobre el cas Enron (original: The Crooked E: The Unshredded Truth About Enron) és una pel·lícula estatunidenca per a la televisió, dirigida per Penelope Spheeris i estrenada l'any 2003. Tracta del creixement, el frau i posterior caiguda de l'empresa nord-americana Enron Corp. Ha estat doblada al català.

## Argument
La companyia nord-americana Enron, amb seu a Texas, s'ha convertit en una de les empreses més poderoses del país, de la nit al dia. Tanmateix, un jove que acaba d'entrar-hi a treballar descobreix assumptes bastant tèrbols que acaben per desestabilitzar l'aparent equilibri d'Enron, que l'avarícia dels seus dirigents, ha conduït a la perdició.

## Repartiment
- Christian Kane: Brian Cruver
- Shannon Elizabeth: Courtney
- Cameron Bancroft: Duffy
- Nancy Anne Sakovich: Liz Perry
- Natalie Brown: Amber St. Pierre (Miss April)
- Aleks Paunovic: Lazarri
- Jonathan Higgins: Greg McLainey
- Mike Farrell: Kenneth Lay
- Brian Dennehy: Mr. Blue
- Jon Ted Wynne: Jeff Skilling
- Paul Christie: Andrew Tillman
- Tom Keenan: Allen Flemming
- Larissa Gomes: Anna-Marie
- Jennifer Hill: Miss August
- Steve Ratzlaff: Welling